# Smith & Wesson Модель 340PD
Smith & Wesson 340PD надлегкий короткоствольний револьвер з рамкою J на п'ять набоїв під набій .357 Magnum.

## Конструкція
Його рамка була виготовлену з алюмінієвого сплаву з підвищеним вмістом скандію, барабан з титанового сплаву та антикорозійна сталева вставка в ствол. Вага порожнього становить 12 унцій (340 г), а зарядженого приблизно 1 фунт (0,45 кг).
Через відсутність курка револьвер мав лише подвійну дію.

## M&P340
Варіантом Моделі 340 є M&P340, частина лінійки Smith & Wesson M&P. Він мав вакуумне напилення та барабан з нержавіючої сталі.  Він мав нічний приціл XS Sights® 24/7 Tritium та важив 13,3 унцій (377,8 г). Револьвери можна придбати з внутрішнім замком або без.

## Обмеження конструкції
Існує заборона на використання набоїв з кулею вагою меншою за 120 гранів (7,8 г) через ризик ерозії рамки від пороху який ще горить після вильоту легкого снаряду. Інше застереження власникам полягало в тому, що віддача могла виштовхнути набої з камори барабану при не щільному заряджанні, які могли заклинити барабан. Крім того точність була невеликою, оскільки ствол був не суцільною сталевою конструкцією, а вкладишем.